# Francesco Lamon
Pour les articles homonymes, voir Lamon (homonymie).
Francesco Lamon, né le 5 février 1994 à Mirano, est un coureur cycliste italien. Il participe à des épreuves sur route et sur piste. Spécialiste de la poursuite par équipes, il est champion olympique (2020), champion du monde (2021) et champion d'Europe de la spécialité en 2018 et 2023.

## Palmarès sur piste

### Jeux olympiques
- Rio 2016
  - 6e de la poursuite par équipes
- Tokyo 2020
  -  Champion olympique de poursuite par équipes
- Paris 2024
  -  Médaillé de bronze de la poursuite par équipes

### Championnats du monde
| Édition / Épreuve              | Kilomètre | Poursuite par équipes |
| Hong Kong 2016                 |           | 4e                    |
| Hong Kong 2017                 |           | Bronze                |
| Apeldoorn 2018                 |           | Bronze                |
| Pruszków 2019                  | 4e        | 10e                   |
| Berlin 2020                    | 13e       | Bronze                |
| Roubaix 2021                   |           | Or                    |
| Saint-Quentin-en-Yvelines 2022 |           | Argent                |
| Glasgow 2023                   |           | Argent                |

### Coupe du monde
- 2012-2013
  - 3e de la poursuite par équipes à Aguascalientes
- 2016-2017
  - 2e de l'américaine à Apeldoorn
- 2017-2018
  - 1er de la poursuite par équipes à Pruszków (avec Liam Bertazzo, Simone Consonni et Filippo Ganna)
  - 2e de l'américaine à Santiago
- 2018-2019
  - 1er de la poursuite par équipes à Hong Kong (avec Liam Bertazzo, Davide Plebani et Filippo Ganna)
  - 3e de la poursuite par équipes à Saint-Quentin-en-Yvelines
- 2019-2020
  - 2e de la poursuite par équipes à Glasgow
  - 3e de la poursuite par équipes à Minsk
  - 3e de l'américaine à Cambridge
  - 3e de l'omnium à Glasgow

### Coupe des nations
- 2022
  - 1er de la poursuite par équipes à Cali (avec Davide Plebani, Liam Bertazzo, Michele Scartezzini et Jonathan Milan)
  - 1er de l'américaine à Cali (avec Michele Scartezzini)
- 2023
  - 2e de la poursuite par équipes à Milton
- 2024
  - 3e de la poursuite par équipes à Adélaïde

### Championnats d'Europe
| Édition / Épreuve              | Kilomètre | Poursuite par équipes | Américaine | Omnium |
| Athènes 2015 (espoirs)         |           |                       | Bronze     |        |
| Montichiari 2016 (espoirs)     |           | Argent                | 8e         |        |
| Saint-Quentin-en-Yvelines 2016 |           | Argent                | 5e         |        |
| Berlin 2017                    |           | Argent                |            |        |
| Glasgow 2018                   | 8e        | Or                    | 8e         |        |
| Apeldoorn 2019                 | 9e        | Argent                |            |        |
| Plovdiv 2020                   |           | Argent                | Bronze     |        |
| Granges 2021                   |           | 5e                    |            | 6e     |
| Granges 2023                   |           | Or                    |            |        |
| Apeldoorn 2024                 |           | Bronze                |            |        |

### Jeux européens
| Édition / Épreuve | Kilomètre | Poursuite par équipes |
| Minsk 2019        | Argent    | Argent                |

### Six jours
- Turin : 2017 (avec Elia Viviani)
- Fiorenzuola : 2018 (avec Liam Bertazzo)

### Championnats nationaux
- 2011
  -  Champion d'Italie de l'omnium juniors
  -  Champion d'Italie de poursuite par équipes juniors (avec Matteo Alban, Riccardo Donato et Giovanni Longo)
  - 3e du championnat d'Italie de l'américaine juniors
- 2012
  -  Champion d'Italie de poursuite juniors
  -  Champion d'Italie de poursuite par équipes juniors (avec Matteo Alban, Riccardo Donato et Giovanni Longo)
  - 2e du championnat d'Italie de l'américaine juniors
- 2013
  - 2e du championnat d'Italie de poursuite par équipes
- 2014
  -  Champion d'Italie de la course aux points
  -  Champion d'Italie de l'américaine (avec Simone Consonni)
  - 2e du championnat d'Italie de poursuite par équipes
- 2016
  -  Champion d'Italie de la course aux points
  - 2e du championnat d'Italie de poursuite
  - 3e du championnat d'Italie de l'omnium
- 2018
  -  Champion d'Italie de l'américaine (avec Michele Scartezzini)
  -  Champion d'Italie de l'omnium
- 2019
  -  Champion d'Italie de l'américaine (avec Michele Scartezzini)
  - 2e du championnat d'Italie de l'omnium
- 2020
  -  Champion d'Italie du scratch
- 2021
  -  Champion d'Italie de l'américaine (avec Michele Scartezzini)
  -  Champion d'Italie de l'omnium
  -  Champion d'Italie derrière derny
- 2022
  -  Champion d'Italie de l'élimination
  - 2e du championnat d'Italie de poursuite par équipes
  - 2e du championnat d'Italie de l'américaine
  - 2e du championnat d'Italie de vitesse par équipes
- 2023
  -  Champion d'Italie de l'omnium
  -  Champion d'Italie de la course par élimination
  -  Champion d'Italie de vitesse par équipes (avec Davide Boscaro et Stefano Moro)
  -  Champion d'Italie de poursuite par équipes (avec Michele Scartezzini, Elia Viviani et Davide Boscaro)
  -  Champion d'Italie de l'américaine (avec Michele Scartezzini)
  - 2e du championnat d'Italie du kilomètre

## Palmarès sur route
- 2014
  - 2e de la Medaglia d'Oro Nino Ronco
- 2015
  - Circuito di Sant'Urbano
  - 2e du Gran Premio d'Autunno
  - 3e de la Coppa Città di Melzo
- 2016
  - Medaglia d'Oro Città di Monza
  - Mémorial Benfenati
  - 2e du Circuito di Sant'Urbano
  - 2e du Trophée de la ville de Castelfidardo
- 2019
  - 3e du Circuito del Termen
- 2025
  - Spinneys Dubai 92 Cycle Challenge